# Прескът (Вашингтон)
Вижте пояснителната страница за други значения на Прескът.
Прескът (на английски: Prescott) е град в окръг Уола Уола, щата Вашингтон, САЩ. Прескът е с население от 314 жители (2000) и обща площ от 0,9 km². Намира се на 322 m надморска височина. ЗИП кодът му е 99348, а телефонният му код е 509.